# Bjørt Samuelsen
Bjørt Samuelsen (ur. 2 marca 1965 w Thorshavn) – farerska dziennikarka, naukowiec i polityk. Poseł na Løgting.

## Życie prywatne
Bjørt Samuelsen jest córką Marin z Clementsenów oraz Heðina Samuelsena. Urodziła się w Tórshavn, a w wieku dziewiętnastu lat przeniosła się do Paryża, a następnie do Kopenhagi. W stolicy Danii ukończyła studia w dziedzinie technologii żywienia na KVL. Silnie udzielała się tam w działaniach kulturowych odnoszących się do tradycji Wysp Owczych, założywszy między innymi szkołę tańca farerskiego Fótatraðk w 1988 roku. Później przeniosła się do Oslo, gdzie studiowała w Wyższej Szkole Dziennikarstwa, po której ukończeniu pracowała między innymi dla norweskiego Aftenposten. Po szesnastu latach nieobecności, w roku 2000 powróciła do ojczyzny i niedługo później zatrudniła się w Kringvarp Føroya, wykłada także na Fróðskaparsetur Føroya. Wraz z mężem Peterem Skou Østergårdem mają dwoje dzieci: Ragnhild Petursdóttir (ur. 1994) oraz Torsteina Bjartarsona (ur. 1999).

## Kariera polityczna
Samuelsen po raz pierwszy wystartowała z list partii Tjóðveldi w wyborach do Folketingu, jednak bezskutecznie. Następnie wzięła bierny udział w wyborach parlamentarnych w roku 2008, zdobywając 547 głosów (trzeci wynik w partii), czym zapewniła sobie mandat poselski w Løgtingu. Na krótko po wyborach sprawowała funkcję Ministra Handlu od 4 lutego 2008 do rozwiązania rządu 15 września tego samego roku. Później zasiadała w Komisji ds. Handlu oraz w Komisji ds. Sprawiedliwości. Sukces udało jej się powtórzyć w wyborach w roku 2011 (365 głosów, ponownie trzecie miejsce), zajęła także drugie miejsce na listach partii w wyborach do duńskiego parlamentu. Od tamtego czasu mianowano ją wiceprzewodniczącą Komisji ds. Sprawiedliwości, działała także w Komisji ds. Opieki Społecznej oraz w Komisji Spraw Zagranicznych. Od 15 listopada 2011 roku do 17 września 2015 była jednym z dwóch reprezentantów Wysp Owczych w Radzie Nordyckiej. Starała się o reelekcję w wyborach w roku 2015, jednak zajęła ósme miejsce na liście partii (361 głosów), a jej ugrupowanie wprowadziło do parlamentu siedmiu posłów. Ostatecznie jednak po zawiązaniu koalicji rządowej uzyskała mandat poselski w zastępstwie Høgniego Hoydala, którego mianowano Ministrem Rybołówstwa.